# Halorates reprobus
Halorates reprobus är en spindelart som först beskrevs av O. Pickard-Cambridge 1879.  Halorates reprobus ingår i släktet Halorates och familjen täckvävarspindlar. Enligt den svenska rödlistan är arten sårbar i Sverige. Arten förekommer i Götaland. Artens livsmiljö är havsstränder. Inga underarter finns listade i Catalogue of Life.